# Cyprien Sarrazin

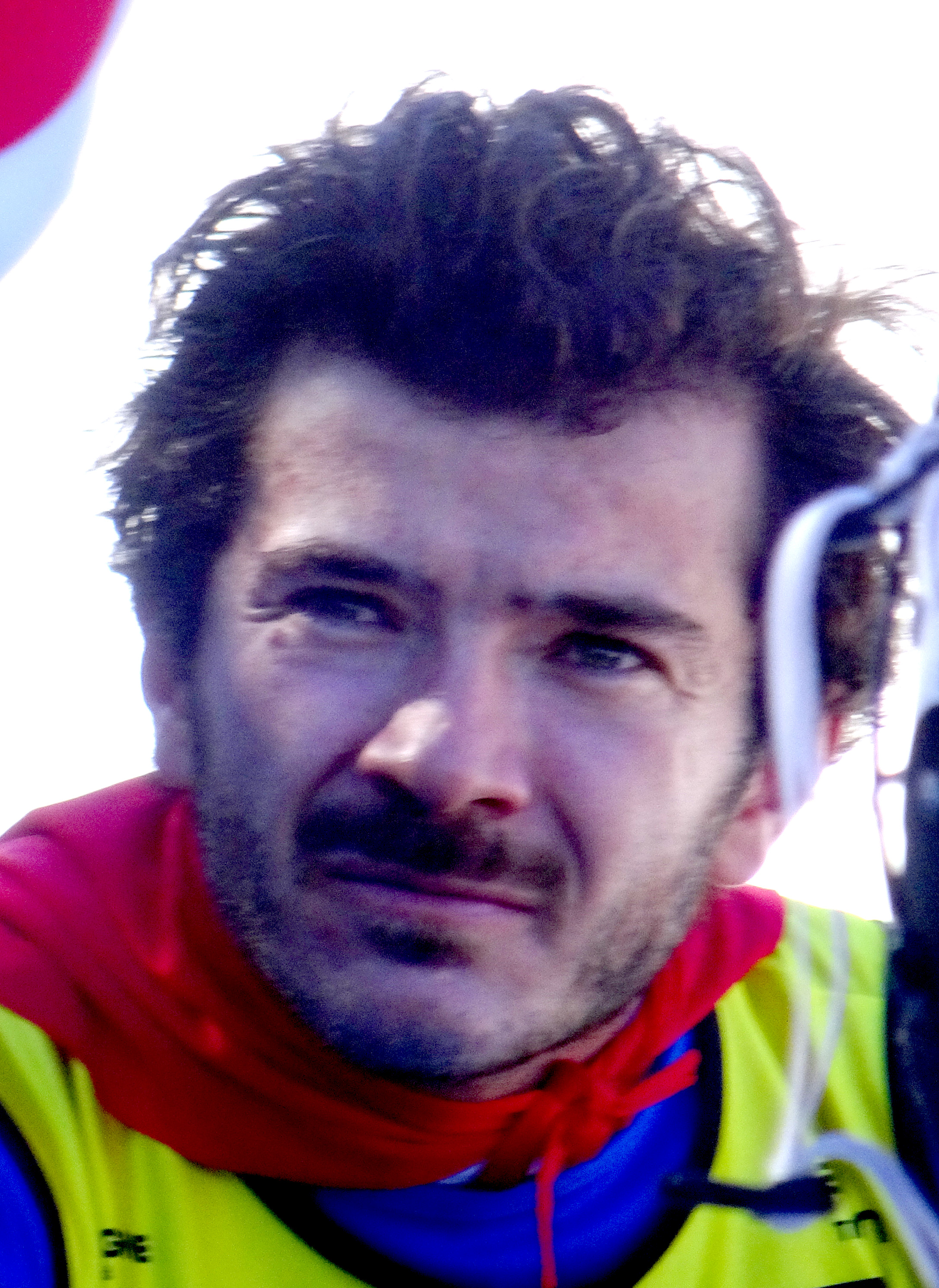
Cyprien Sarrazin, esquiador francés ganador de la Copa del Mundo en 1994

## Resultados

### Copa del Mundo

#### Clasificación General Copa del Mundo
- 2015-2016: 157.º

#### Victorias en la Copa del Mundo (1)

##### Eslalon Gigante Paralelo (2)
| Fecha                   | Lugar      |
| ----------------------- | ---------- |
| 19 de diciembre de 2016 | Alta Badia |